# Carson Coma
Carson Coma è un gruppo musicale ungherese formatosi nel 2018. È costituito dai musicisti Zsombor Bóna, Giorgio András Fekete, Péter Gaál, Barnabás Héra, Attila Jónás e Bálint Kun.

## Storia del gruppo
Il primo album in studio, intitolato Corduroy Club, è stato pubblicato nell'aprile 2019 e ha fatto guadagnare al gruppo una nomination per l'MTV Europe Music Award al miglior artista ungherese e il Fonogram Award per la rivelazione dell'anno. Lesz, ami lesz, uscito l'anno seguente, è riuscito a fare l'ingresso nella Album Top 40 slágerlista della Magyar Hangfelvétel-kiadók Szövetsége al 27º posto.
Nel marzo 2022 viene pubblicato il terzo LP Digitális/Analóg, con cui ottengono un disco di platino per le oltre 4 000 unità equivalenti e il Best Hungarian Act agli MTV Europe Music Awards 2022. Lo stesso disco contiene la hit Immunissá válunk, la prima top ten del gruppo nella hit parade ungherese. Il quarto disco IV, certificato oro, si è fermato alla 15ª posizione della classifica nazionale.
Nel 2025 hanno partecipato a San Marino Song Contest 2025 nel tentativo di rappresentare San Marino all'Eurofestival; dopo aver superato le selezioni, hanno raggiunto le semifinali, dove hanno presentato l'inedito Daddy Said No. Hanno ricevuto la candidatura per il Fonogram Award all'album o registrazione ungherese dell'anno – alternative/indie rock per Frida Kahlo, un duetto con Beton.Hofi.

## Formazione
- Zsombor Bóna – voce, chitarra
- Giorgio András Fekete – cori, chitarra
- Péter Gaál – cori, percussioni, conga
- Barnabás Héra – cori, batteria, chitarra, pianoforte
- Attila Jónás – basso
- Bálint Kun – voce, cori, batteria, flauto, tastiere

## Discografia

### Album in studio
- 2019 – Corduroy Club
- 2020 – Lesz, ami lesz
- 2022 – Digitális/Analóg
- 2023 – IV

### Album dal vivo
- 2024 – MVM Dome 2024

### Singoli
- 2019 – Song About My Grandma
- 2019 – Peti és én
- 2020 – Én még sohasem
- 2020 – Egyszerűen semmi sem egyszerű
- 2020 – Na mindegy
- 2021 – Kék hullám kemping
- 2021 – Pók
- 2021 – Kérdőjelek és a válaszok (con Ivan & the Parazol)
- 2022 – Osztálytalálkozó
- 2022 – Immunissá válunk
- 2022 – Bábu vagy
- 2022 – Marokkó
- 2022 – Körforgalom
- 2023 – Feldobom a követ
- 2023 – Fantomrezgés
- 2024 – Frida Kahlo (con Beton.Hofi)
- 2024 – Paul McCartney halott?
- 2024 – Orrvérzés
- 2024 – Plusz egy (+1)
- 2025 – Daddy Said No
- 2025 – Libikóka